# Charlestown (Nou Hampshire)
Charlestown és una població dels Estats Units a l'estat de Nou Hampshire. Segons el cens del 2000 tenia 4.749 habitants.

## Demografia
Segons el cens del 2000, Charlestown tenia 4.749 habitants, 1.920 habitatges, i 1.332 famílies. La densitat de població era de 51,2 habitants per km².
Dels 1.920 habitatges en un 30,5% hi vivien nens de menys de 18 anys, en un 55,6% hi vivien parelles casades, en un 0% dones solteres, i en un 30,6% no eren unitats familiars. En el 23,9% dels habitatges hi vivien persones soles el 9,9% de les quals corresponia a persones de 65 anys o més que vivien soles. El nombre mitjà de persones vivint en cada habitatge era de 2,46 i el nombre mitjà de persones que vivien en cada família era de 2,9.
Per edats la població es repartia de la següent manera: un 24,7% tenia menys de 18 anys, un 6,5% entre 18 i 24, un 27,4% entre 25 i 44, un 27,1% de 45 a 60 i un 14,3% 65 anys o més.
L'edat mediana era de 40 anys. Per cada 100 dones de 18 o més anys hi havia 93 homes.
La renda mediana per habitatge era de 38.024$ i la renda mediana per família de 45.172$. Els homes tenien una renda mediana de 31.010$ mentre que les dones 22.986$. La renda per capita de la població era de 18.654$. Entorn del 3,5% de les famílies i el 6,5% de la població estaven per davall del llindar de pobresa.

## Poblacions més properes
El següent diagrama mostra les poblacions més properes.